# Moranbah
Moranbah – miasto w Australii, w stanie Queensland.